# 須藤昌朋
須藤昌朋（日语：／ Sudō Masatomo，1961年1月28日—），日本男性動畫師、人物設計師。出身於北海道。

## 經歷
須藤昌朋原本來自阿納普魯工作室，現在是自由身。主要製作TMS Entertainment的作品。
代表作有《名偵探柯南》、《哈姆太郎》等。
自2000年起，他與山中純子一起負責人物設定。
他曾擔任《名偵探柯南》所有改編電影的人物設定、總作畫監督。雖然曾經暫時離開電視系列，但他仍然擔任人物設定。
他曾擔任《魯邦三世》電視特別篇1994年播出的《魯邦三世：燃燒的斬鐵劍》和1995年播出的《魯邦三世：追尋哈里毛的寶藏》的人物設定、總作畫監督，2012年播出的《魯邦三世：東方見聞錄 ～Another Page～》中，時隔17年再次擔任《魯邦三世》的人物設定。任何作品的設定都與《魯邦三世 (TV第1系列)》相似。

## 參加作品

### 電視動畫
1980年
- 明日之丈2（—1981年，動畫）

1981年
- 新竹取物語 千年女王（—1982年，作畫）

1983年
- 金肉人（原畫）

1989年
- 魯邦三世：再見，自由女神。危機一刻！（日语：ルパン三世 バイバイ・リバティー・危機一発!）（原畫）
- 彼得潘的冒險（原畫）
- 桃太郎傳說 PEACHBOY LEGEND（—1990年，作畫監督）

1994年
- 魯邦三世：燃燒的斬鐵劍（日语：ルパン三世 燃えよ斬鉄剣）（人物設定、總作畫監督[3]）

1995年
- 魯邦三世：追尋哈里毛的寶藏（日语：ルパン三世 ハリマオの財宝を追え!!）（人物設定、總作畫監督[4]）
- 怪盜Saint Tail（—1996年，ED動畫）
- 黃金勇者合體（—1996年，原畫）

1996年
- 超者萊汀（日语：超者ライディーン）（—1997年，原畫）
- 名偵探柯南（—2004年、2008年—，人物設定[1]、（初代、第3代[b]、第4代、第5代[c]、第6代、第7代[d]）、作畫監督、作畫監修、總作畫監督、原畫、OP作畫監督、ED作畫監督&原畫）

2000年
- 哈姆太郎（—2008年、2011年—2013年，人物設定[b][2]、作畫監督、OP作畫監督、ED作畫監督）

2004年
- 愛你寶貝★★（人物設定[5][b]、OP作畫監督、ED作畫監督）

2005年
- 天使心（—2006年，作畫監督[b]）

2006年
- 史上最強弟子兼一（—2007年，人物設定[b][6]、作畫監督、OP作畫監督、ED作畫監督）

2007年
- 女優大試煉（人物設定[b]）

2009年
- 魯邦三世VS名偵探柯南（人物設定[e][7]、總作畫監督）

2011年
- 魔術快斗（—2012年，人物設定（第2代[c]）、OP作畫監督）

2012年
- 魯邦三世：東方見聞錄 ～Another Page～（日语：ルパン三世 東方見聞録 〜アナザーページ〜）（人物設定、總作畫監督）

2014年
- 名偵探柯南 江戶川柯南失蹤事件 ～史上最糟糕的兩天～（人物設定、總作畫監督[8]）

2016年
- 名偵探柯南 Episode"ONE" 變小的名偵探（人物設定、總作畫監督[9]）

2022年
- 名偵探柯南 零的日常（人物設定監修[10]）
- 名偵探柯南 本廳的刑警戀愛故事 ～結婚前夜～（人物設定[f][11]、作畫監修）

### 電影動畫
1981年
- 劇場版 明日之丈2（動畫）

1982年
- SPACE ADVENTURE COBRA（作畫）

1987年
- （原畫）

1988年
- AKIRA（原畫）

1991年
- 老人Z（原畫）
- 飛吧！鯨魚的高峰（日语：とべ!くじらのピーク）（原畫）

1995年
- MEMORIES（原畫）

1997年
- 名偵探柯南系列（1997年—2024年）
  - 名偵探柯南：引爆摩天樓（1997年，人物設定、總作畫監督[12]）
  - 名偵探柯南：第14號獵物（1998年，人物設定、總作畫監督[13]、原畫）
  - 名偵探柯南：世紀末的魔術師（1999年，人物設定、總作畫監督[14]）
  - 名偵探柯南：瞳孔中的暗殺者（2000年，人物設定、總作畫監督[15]）
  - 名偵探柯南：往天國的倒數計時（2001年，人物設定、總作畫監督[16]）
  - 名偵探柯南：貝克街的亡靈（2002年，人物設定、總作畫監督[17]）
  - 名偵探柯南：迷宮的十字路（2003年，人物設定、總作畫監督[18]）
  - 名偵探柯南：銀翼的奇術師（2004年，人物設定、總作畫監督[19]）
  - 名偵探柯南：水平線上的陰謀（2005年，人物設定、總作畫監督[20]）
  - 名偵探柯南：偵探們的鎮魂歌（2006年，人物設定、總作畫監督[21]）
  - 名偵探柯南：紺碧之棺（2007年，人物設定、總作畫監督[22]）
  - 名偵探柯南：戰慄的樂譜（2008年，人物設定、總作畫監督[23]）
  - 名偵探柯南：漆黑的追跡者（2009年，人物設定、總作畫監督[24]）
  - 名偵探柯南：天空的劫難船（2010年，人物設定、總作畫監督[25]）
  - 名偵探柯南：沉默的15分鐘（2011年，人物設定、總作畫監督[26]）
  - 名偵探柯南：第11位前鋒（2012年，人物設定、總作畫監督[27]）
  - 名偵探柯南：絕海的偵探（2013年，人物設定、總作畫監督[28]）
  - 名偵探柯南：異次元的狙擊手（2014年，人物設定、總作畫監督[29]）
  - 名偵探柯南：業火的向日葵（2015年，人物設定、總作畫監督[30]）
  - 名偵探柯南：純黑的惡夢（2016年，人物設定、總作畫監督[31]）
  - 名偵探柯南：唐紅的戀歌（2017年，人物設定、總作畫監督[32]）
  - 名偵探柯南：零的執行人（2018年，人物設定、總作畫監督[33]）
  - 名偵探柯南：紺青之拳（2019年，人物設定、總作畫監督[34]）
  - 名偵探柯南：緋色的彈丸（2021年，人物設定、總作畫監督[35]）
  - 名偵探柯南：萬聖節的新娘（2022年，人物設定、總作畫監督[36][37]）
  - 名偵探柯南：黑鐵的魚影（2023年，人物設定、總作畫監督）
  - 名偵探柯南：100萬美元的五稜星（2024年，人物設定、總作畫監督）

2001年
- 劇場版 哈姆太郎系列（—2004年）
  - 劇場版 哈姆太郎：哈姆哈姆樂園大冒險（2001年，人物設定[b]、總作畫監督[38]）
  - 劇場版 哈姆太郎：哈姆哈姆哈姆迦！夢幻的公主（2002年，人物設定[b]、總作畫監督[39]）
  - 劇場版 哈姆太郎：哈姆哈姆大獎賽！極光谷的奇蹟（2003年，人物設定[b]、總作畫監督[40]）
  - 劇場版 哈姆太郎：哈姆太郎與不可思議的圖畫本高塔（2004年，人物設定[b]、總作畫監督[41]）

2005年
- 劇場版 甲蟲王者：邁向偉大的三冠王之路（人物設定[b][42]、作畫監督）

2010年
- 你看起來很好吃（作畫監督）

2013年
- 魯邦三世VS名偵探柯南 THE MOVIE（人物設定、總作畫監督[e][43]）

### OVA
1986年
- 亞邦史克威爾 琥珀的追擊（日语：アーバンスクウェア 琥珀の追撃）（原畫）
- 阿門英雄傳奇（日语：アモン・サーガ）（原畫）

1991年
- 聖傳 -RG VEDA-「雙城炎雷篇」（作畫監督、原畫）
- 手天童子3 鐵鬼之章（作畫監督）
- 手天童子4（完結篇）鬼獄之章（導演、作畫監督）

1992年
- 金銀島紀念「呼喚夕凪的男人」（原畫）
- 花平火箭炮（日语：花平バズーカ）（原畫）
- 潮與虎（—1993年，作畫監督）

1994年
- 放學後的辦公室（日语：放課後的職員室）（人物設定、作畫監督）

1995年
- 湘南純愛組！（人物設定）

1999年
- 青山剛昌短篇集（人物設定、總作畫監督[44]）

2000年
- 名偵探柯南系列（2000年—2012年）
  - 名偵探柯南：柯南vs.基德vs.鐵劍 寶刀爭奪大決戰!!（2000年，人物設定[g]）
  - 名偵探柯南：16個嫌疑犯（2002年，人物設定）
  - 名偵探柯南：柯南、平次與失蹤的少年（2003年，人物設定[b]）
  - 名偵探柯南：來自阿笠的挑戰書！阿笠對決柯南和少年偵探團!!（2007年，人物設定[b]）
  - 名偵探柯南：女高中生偵探 鈴木園子事件簿（2008年，人物設定[b]）
  - 名偵探柯南：工藤新一 謎之牆壁和黑色拉布拉犬事件（2008年，人物設定[b]）
  - 名偵探柯南：10年後的陌生人（2009年，人物設定[b]）
  - 名偵探柯南 MAGIC FILE2：新一與小蘭 麻將牌與七夕的回憶（2009年，人物設定[b]）
  - 名偵探柯南：怪盜基德在陷阱之島（2010年，人物設定）
  - 名偵探柯南 MAGIC FILE3：通往大阪什錦煎餅的艱辛之路（2010年，人物設定）
  - 名偵探柯南：來自倫敦的秘密指令（2011年，人物設定）
  - 名偵探柯南 MAGIC FILE2011：新潟～東京 禮物狂想曲（2011年，人物設定）
  - 名偵探柯南：傳說中的球棒的奇蹟（2012年，人物設定）
  - 名偵探柯南：九號半之花（2012年，人物設定）

2001年
- 哈姆太郎的生日 ～尋找媽媽 三千走走～（人物設定、作畫監督[b]）

2008年
- 柳瀨嵩童話劇場（人物設定、作畫監督（共同））

### 遊戲
- 旋風女戰士2（1993年，人物設定、作畫監督）

### 其它
- 名偵探柯南：星影的魔術師（2012年，人物設定）

## 腳註